# Ванденберг (Каліфорнія)
Ванденберг (англ. Vandenberg Village) — переписна місцевість (CDP) в США, в окрузі Санта-Барбара штату Каліфорнія. Населення — 7308 осіб (2020).

## Географія
Ванденберг розташований за координатами 34°42′42″ пн. ш. 120°27′43″ зх. д. / 34.71167° пн. ш. 120.46194° зх. д. (34.711740, -120.461933).  За даними Бюро перепису населення США в 2010 році переписна місцевість мала площу 13,59 км², з яких 13,59 км² — суходіл та 0,00 км² — водойми.

## Демографія
Згідно з переписом 2010 року, у переписній місцевості мешкало 6497 осіб у 2551 домогосподарстві у складі 1837 родин. Густота населення становила 478 осіб/км².  Було 2707 помешкань (199/км²).
Расовий склад населення:
| - 77,4 % — білих - 5,0 % — азіатів - 4,2 % — чорних або афроамериканців - 0,9 % — вихідців з тихоокеанських островів - 0,9 % — корінних американців - 6,6 % — осіб інших рас |

До двох чи більше рас належало 5,0 %. Частка іспаномовних становила 18,7 % від усіх жителів.
За віковим діапазоном населення розподілялося таким чином: 22,6 % — особи молодші 18 років, 56,8 % — особи у віці 18—64 років, 20,6 % — особи у віці 65 років та старші. Медіана віку мешканця становила 45,0 року. На 100 осіб жіночої статі у переписній місцевості припадало 96,0 чоловіків;  на 100 жінок у віці від 18 років та старших — 92,1 чоловіків також старших 18 років.
Середній дохід на одне домашнє господарство  становив 87 329 доларів США (медіана — 73 182), а середній дохід на одну сім'ю — 99 610 доларів (медіана — 88 879). За межею бідності перебувало 7,7 % осіб, у тому числі 10,1 % дітей у віці до 18 років та 8,6 % осіб у віці 65 років та старших.
Цивільне працевлаштоване населення становило 2753 особи. Основні галузі зайнятості: освіта, охорона здоров'я та соціальна допомога — 25,7 %, публічна адміністрація — 14,3 %, науковці, спеціалісти, менеджери — 13,0 %.